# 養鬼吃人：直闖地獄
《養鬼吃人：直闖地獄》（英語：或英語：）），是一部於2000年上映的美國超自然肉體恐怖片，由史考特·德瑞森執導，同時也是德瑞森的電影導演處女作。本電影為「養鬼吃人系列電影」的第五部與首部以錄影帶首映方式推出的作品，2000年10月3日在美國發行。

## 劇情
一位洛杉磯警探喬瑟夫（克萊格·謝菲爾 飾）經由一場兇殺案將被害者的物證給偷走，但是喬瑟夫並不知道自己拿走的這個物證是一個被稱作「哀痛之盒」的秘密盒，有天枉顧家中妻小與街頭妓女發生一夜情，隔天醒來時正要離開，剛好想起昨天的物證，並好奇的將「哀痛之盒」打開，夢見一場虐童謀殺案，甚至遇見「針頭鬼」等惡魔大軍，並同時驚醒，但是喬瑟夫並不知道這場「夢」卻慢慢地與現實世界開始連結....。

## 演員
- 道格·布萊德利（英语：Doug Bradley） 飾 針頭鬼（英语：Pinhead (Hellraiser)）
- 克萊格·謝菲爾 飾 喬瑟夫警探
- 尼克里斯·特托羅 飾 東尼警探
- 詹姆士·雷瑪 飾 心理醫生保羅·葛雷利
- 尼克里斯·薩德勒 飾 邦尼
- 諾伊爾·艾文斯 飾 梅蘭妮·索恩
- 琳迪賽·泰勒 飾 克蘿伊
- 馬特·喬治 飾 里昂·高堤
- 麥可·席莫斯·威爾斯 飾 帕爾梅基先生
- 莎夏·布蕾斯 飾 達芙妮·夏普

## 養鬼吃人系列
- 《養鬼吃人》（1987年）
- 《養鬼吃人2（英语：Hellbound: Hellraiser II）》（1988年）
- 《養鬼吃人3（英语：Hellraiser III: Hell on Earth）》（1992年）
- 《養鬼吃人4：猛鬼磁場（英语：Hellraiser: Bloodline）》（1996年）
- 《養鬼吃人6：死亡代碼（英语：Hellraiser: Hellseeker）》（2002年）
- 《養鬼吃人7：死亡使者》（2005年）
- 《養鬼吃人8（英语：Hellraiser: Hellworld）》（2005年）
- 《養鬼吃人9：啟示錄（英语：Hellraiser: Revelations）》（2011年）
- 《養鬼吃人10：審判（英语：Hellraiser: Judgment）》（2018年）

## 外部連結
- 官方网站
- 互联网电影数据库（IMDb）上《養鬼吃人：直闖地獄》的资料（英文）
- AllMovie上《養鬼吃人：直闖地獄》的资料（英文）
- 爛番茄上《養鬼吃人：直闖地獄》的資料（英文）